# Daniel Aréjula
Daniel Aréjula (12 marzo 1961) è un ex cestista argentino.

## Carriera
Con l'Argentina ha disputato i Campionati americani del 1984 e i Giochi panamericani del 1983.